# 855
Cette page concerne l'année 855  du calendrier julien. Pour l'année 855 av. J.-C., voir 855 av. J.-C. Pour le nombre 855, voir 855 (nombre).
L'année 855 est une année commune qui commence un mardi.

## Événements
- 6 janvier[1] : le concile de Valence condamne les erreurs du concile de Quierzy réunit par Hincmar de Reims[2].
- Été : le Viking Sydroc remonte la Seine jusqu'à Pîtres (18 juillet). Il est rejoint le 17 août par la flotte Bjorn (Bernon)[3]. Ils dévastent la région jusque dans la région du Perche avant que Charles le Chauve ne leur inflige une lourde défaite au saltus Particus.
- Septembre : traité de Prüm : Division du royaume entre ses fils et création de la Lotharingie par Lothaire Ier, empereur d'Occident pour Lothaire II. Charles reçoit les territoires au sud du Jura qui deviennent le royaume de Provence-Viennois ou de Bourgogne cisjurane. Louis II (822-875) devient empereur d’Occident et roi d’Italie. Lothaire II reçoit au nord du Jura jusqu'en Frise les provinces situées entre la Meuse et le Rhin (Lotharingie)[4].
- 29 septembre : début du pontificat de Benoît III (fin en 858). C'est pendant son pontificat que se place la légende de la papesse Jeanne qui aurait régné sous le nom de Jean VIII jusqu'en 858[5]. L'antipape Anastase le Bibliothécaire, soutenu par les Carolingiens, est élu en concurrence avec lui, ce qui provoque un schisme entre les évêques (fin en 880)[6].
- 15 octobre: Charles l'Enfant, fils de Charles II le Chauve est sacré et couronné  roi d’Aquitaine à Limoges[7].
  - Révolte en Aquitaine (855-858). Pépin II d'Aquitaine aurait utilisé des mercenaires vikings pour lutter contre Charles le Chauve. Ils sont repoussés à Poitiers par les forces de Charles l'Enfant[8].
- 20 novembre, Empire byzantin : le logothète Theoktisos est assassiné avec le concours de Bardas et Théodora est écartée du pouvoir par son fils Michel III[9].
- 25 décembre : les clercs et les nobles du Norfolk assemblés à Attleborough, élisent comme roi d'Est-Anglie Edmond, âgé de 14 ans[10].
- Hiver :  les Danois hibernent pour la première fois sur l’île de Sheppey, à l’embouchure de la Tamise[11].

- La régente de l'Empire byzantin Théodora veut séparer son fils Michel III de sa maîtresse Eudokia Ingerina pour lui imposer une épouse, Eudokia Dekapolitissa, choisie par un concours de beauté[12].
- Les Danois Rorik et Godfrid quittent la Frise pour tenter de prendre le pouvoir au Danemark. Ils échouent et reprennent possession de Dorestad et de la Frise[13]. Dorestad et Utrecht, dont la population est massacrée, sont de nouveau pillées.
- L'émir de Cordoue Muhammad Ier envoie une expédition contre  le roi des Asturies Ordoño Ier en Alava. Elle s'empare de plusieurs places fortes chrétiennes[14].